# Odukpani
Odukpani est une zone de gouvernement local de l'État de Cross River au Nigeria,. C'est un royaume traditionnel. Le chef traditionnel d'Odukpani est Etinyin Otu Asuquo Otu Mesembe VI.

## Source
- (en) Cet article est partiellement ou en totalité issu de l’article de Wikipédia en anglais intitulé « Odukpani » (voir la liste des auteurs).